# Cisna
Cisna è un comune rurale polacco del distretto di Lesko, nel voivodato della Precarpazia.
Ricopre una superficie di 286,89 km² e nel 2004 contava 1 665 abitanti.